# George McAnthony
Georg Spitaler, meglio conosciuto come George McAnthony (Appiano sulla Strada del Vino, 6 aprile 1966 – Terracina, 8 luglio 2011), è stato un cantante e musicista country italiano.
Dal 1988 al 2011, anno della sua morte, si è esibito in concerti prevalentemente in Italia, ma anche in Austria, Germania, Svizzera e Francia.

## Carriera
L'artista ha inciso quindici album, la maggior parte dei quali propongono brani autografi, scritti e cantati in lingua inglese. Oltre alle sue numerose composizioni che raccontano i valori e la vita quotidiana di ognuno di noi, l'artista propone anche i vecchi ma sempre verdi classici della musica country, folk, e traditionale.
Nei suoi concerti George McAnthony si proponeva in una formazione singola , suonando abilmente fino a sette strumenti contemporaneamente, il tutto rigorosamente dal vivo. Cantava e suonava la chitarra a dodici corde, il mandolino, la dobro o la chitarra elettrica country. Contemporaneamente allo strumento a corde si accompagnava con l'armonica a bocca, il kazoo e un set di percussioni composto da grancassa, rullante, charleston e tamburello.
Da ricordare sono il concerto in duetto con John Denver, con il quale si è esibito dal vivo in Italia nel maggio del 1992, oltre alle apparizioni televisive su Rai e Mediaset. L'artista italiano è stato premiato con tre Award internazionali nelle categorie di Miglior artista, Miglior voce maschile e Miglior brano country europeo dell'anno.
George McAnthony affiancava alla sua professione musicale un costante e forte impegno a favore di varie attività di beneficenza e volontariato.
Nel 2008, in occasione del suo ventesimo anniversario come artista professionista, George McAnthony ha pubblicato il suo tredicesimo album Bridge to El Dorado, uscito per l'etichetta statunitense Comstock Records. L'album si è classificato in seconda posizione agli European Country Music Awards 2009, nella categoria miglior album europeo.
Il suo ultimo album di studio Dust Off My Boots è stato registrato nell'aprile 2010 a Nashville, negli Stati Uniti, insieme a musicisti come Brent Mason, Paul Franklin e Bryan Sutton.
George McAnthony è morto l'8 luglio 2011 all'età di 45 anni, colto da un infarto mentre si trovava in una spiaggia a Terracina, nel Lazio, dove si trovava in tour. Il giorno seguente avrebbe dovuto esibirsi come artista principale al Vico Country Festival di Vico nel Lazio.

## Premi e riconoscimenti
- European Country Music Award come Best European Country Vocalist of the Year 1998, assegnatogli dalla European Country Music Association;
- European Country Music Award come Best European Country Artist & Song of the Year 2001, assegnatogli dalla European Country Music Association.

## Discografia
- 1989 – Green Is Peace
- 1990 – Together
- 1992 – Country Way of Life
- 1994 – Live on the Road
- 1996 – Like a Country Boy
- 1998 – Weekend Cowboy
- 2000 – The Vision
- 2000 – 22 Greatest Hits 1988-97
- 2002 – Wild Horse Running
- 2004 – Great Spirit
- 2005 – Best of 1997-2005
- 2006 – Trail of Life
- 2008 – Bridge to El Dorado
- 2010 – Dust Off My Boots
- 2011 – Country & Western Collection